# Сирота-наследница
«Сирота-наследница» — комедия древнегреческого драматурга Менандра (IV—III века до н. э.), от которой сохранился только ряд фрагментов в виде цитат у других античных авторов. По-видимому, в основу сюжета легла та же правовая коллизия, что и в пьесе Менандра «Щит» (последнюю тоже иногда называли «Сирота-наследница»).
Один из уцелевших отрывков антиковеды относят к прологу пьесы. В нём предположительно к публике обращался какой-то старик.